# Louise Fletcher
Estelle Louise Fletcher (Birmingham, Alabama, 22 de julio de 1934-Montdurausse, Tarn, 23 de septiembre de 2022) fue una actriz estadounidense ganadora de un premio Óscar de la Academia y también del Premio BAFTA y el Globo de Oro debido a su interpretación de la malvada enfermera Mildred Ratched en la película One Flew Over the Cuckoo's Nest (1975). Comenzó su carrera en 1959, en la serie de televisión Maverick.
Entre sus papeles importantes se encuentran, el de la Dra. Gene Tuskin en la película de terror Exorcist II: The Heretic (1977) y el de la Dra. Lillian Reynolds en Proyecto Brainstorm (1983). Fletcher tuvo un papel recurrente como una líder en la serie de televisión Star Trek: Deep Space Nine (1993-1999). Fue nominada a dos premios Emmy por sus papeles en las series de televisión Picket Fences (1996) y Joan of Arcadia (2004). Su último papel fue como Rosie en la serie de Netflix Girlboss (2017).

## Biografía
Nacida en Birmingham, Alabama, era hija de un pastor y de su mujer, ambos sordos, por lo que aprendió a hablar con una tía, que también le enseñó a actuar. 

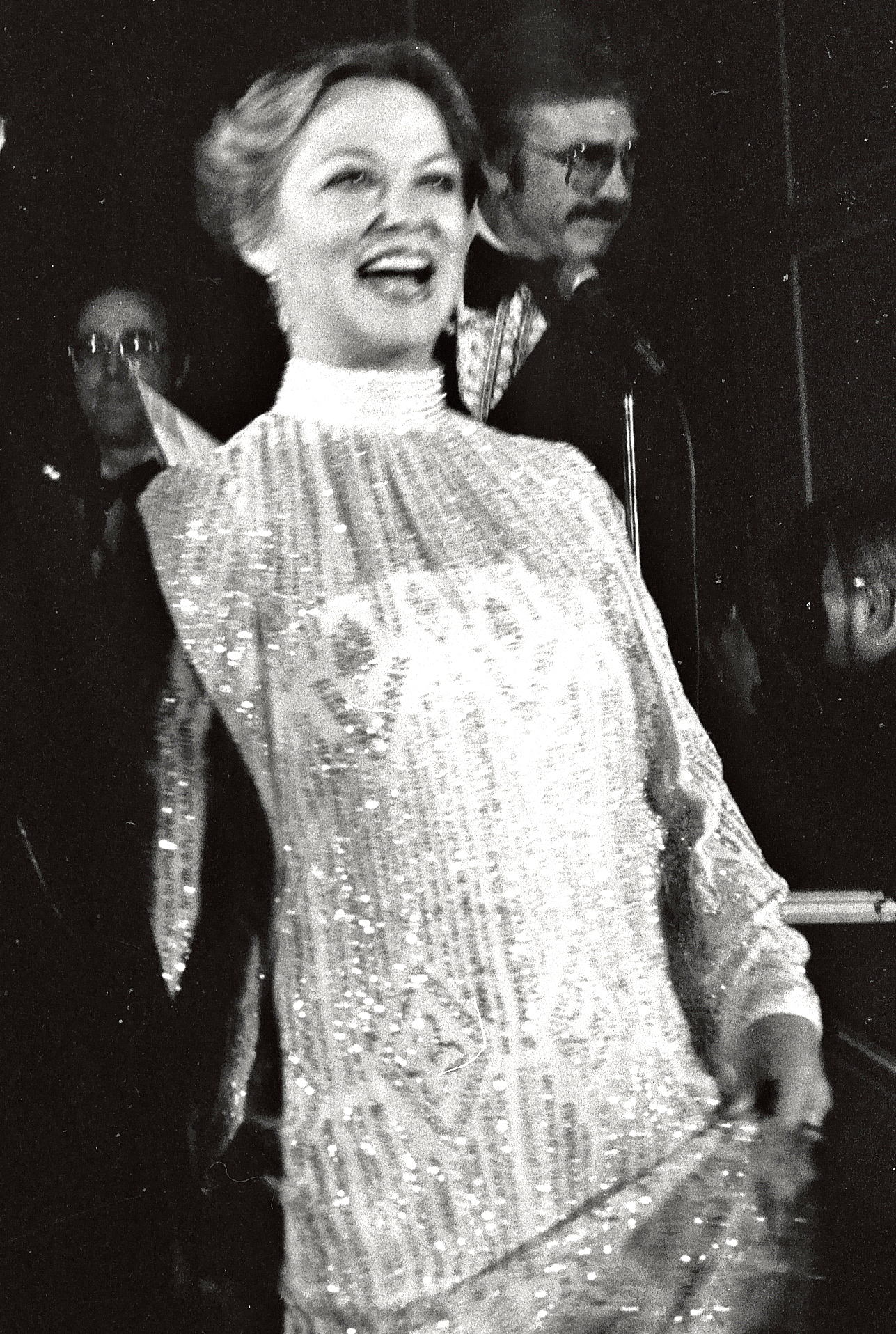
Fletcher en la convension de la National Society (1979).

Después de asistir a la Universidad de Carolina del Norte en su campus de Chapel Hill, se mudó a Los Ángeles, California, donde trabajaba como secretaria por el día y tomaba clases de actuación por la noche.
Comenzó a actuar en varias producciones para la televisión, pero tras casarse en 1960 con Jerry Bick, se retiró para educar a sus dos hijos; en 1978 se divorció de su marido, quien falleció en 2004.
En 1974 volvió al cine, participando en la película Ladrones como nosotros. Miloš Forman vio esta interpretación, y la llamó para interpretar el papel de la enfermera Mildred Ratched en la película One Flew Over the Cuckoo's Nest (1975), por el que ganó el Óscar a la mejor actriz. También apareció en películas como Exorcista II: El Hereje (1977), The Cheap Detective (Un detective barato, 1978), Brainstorm (Proyecto Brainstorm, 1983), Ojos de fuego (1984), Flores en el ático (1987) o Crueles intenciones (1999).
Fletcher fue candidata a los Emmy por su papel en la serie de televisión Picket Fences. También tuvo un papel en la serie Star Trek: Deep Space Nine.

## Vida personal
Fletcher se casó con el agente literario y productor Jerry Bick en 1960, divorciándose en 1977. La pareja tuvo dos hijos, John Dashiell Bick y Andrew Wilson Bick: Fletcher se tomó un descanso de 11 años de la actuación para criarlos.
Fletcher recibió un título honorífico de la Universidad Gallaudet en 1982.
En 1998, Fletcher fue acusada de conducción temeraria después de que supuestamente atropellara a un agente de policía que estaba retirando el cadáver de un ciervo de la calzada. El policía resultó herido en ambas piernas y tuvo que ser hospitalizado.
Fletcher murió en su casa de Montdurausse (Tarn) en Francia el 23 de septiembre de 2022.

## Filmografía

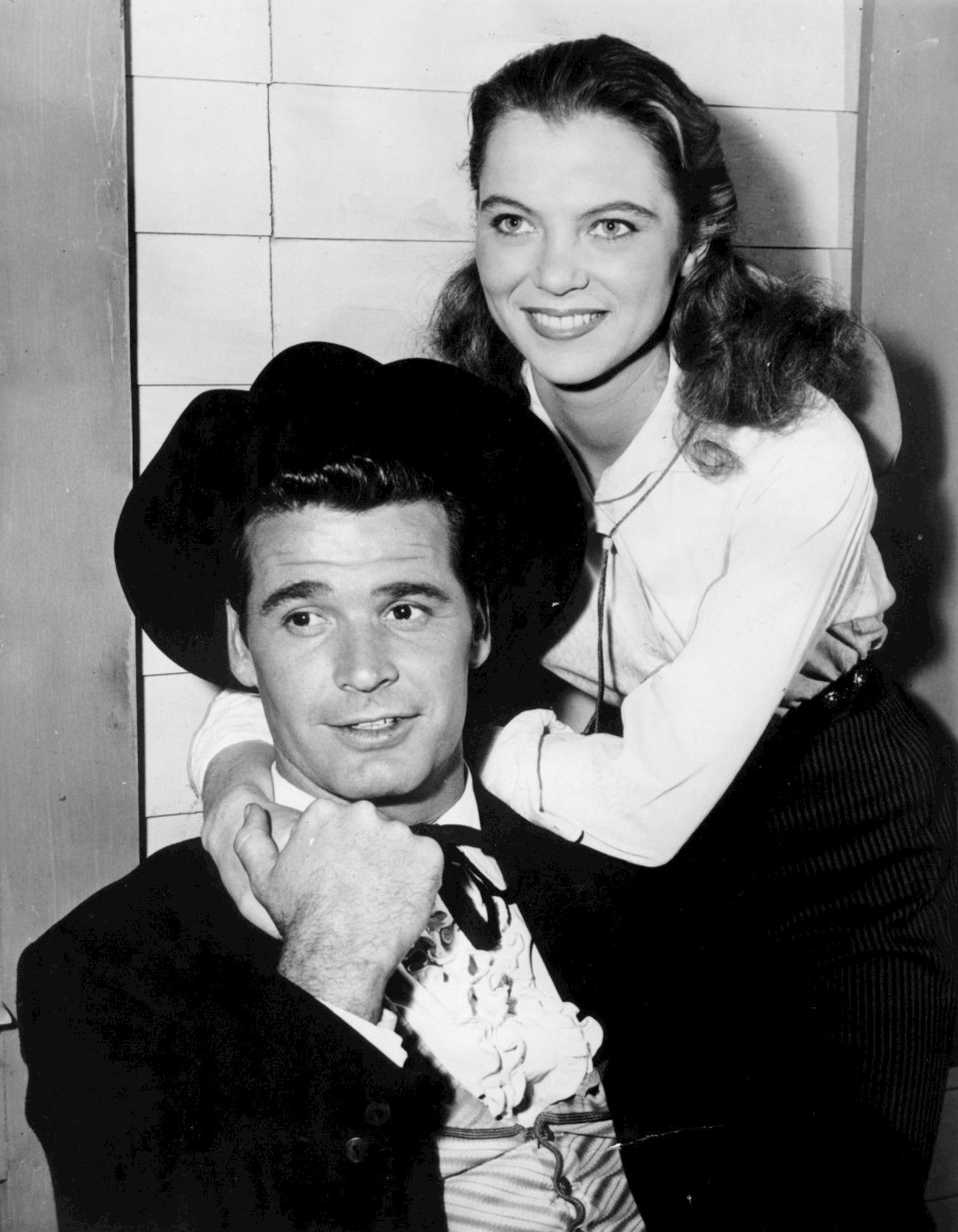
James Garner y Fletcher en Maverick (1959)

| Año  | Título                            | Papel                            | Notas |
| ---- | --------------------------------- | -------------------------------- | --- |
| 1963 | A Gathering of Eagles             | Mrs. Kemler                      | No acreditada |
| 1974 | Thieves Like Us, de Robert Altman | Mattie                           | |
| 1975 | One Flew Over the Cuckoo's Nest   | Enfermera Ratched                | Óscar a la mejor actriz BAFTA a la mejor actriz Globo de Oro a la mejor actriz - Drama Nominada—New York Film Critics Circle Award por mejor actriz de reparto |
| 1975 | Russian Roulette                  | Midge                            | |
| 1977 | Exorcist II: The Heretic          | Dra. Gene Tuskin                 | |
| 1978 | The Cheap Detective               | Marlene DuChard                  | |
| 1979 | Natural Enemies                   | Miriam Steward                   | |
| 1979 | The Magician of Lublin            | Emilia                           | |
| 1979 | The Lady in Red                   | Anna Sage                        | |
| 1980 | Mama Dracula                      | Mama Dracula                     | |
| 1980 | The Lucky Star                    | Loes Bakker                      | |
| 1981 | Strange Behavior                  | Barbara Moorehead                | |
| 1983 | Brainstorm                        | Dra. Lillian Reynolds            | Saturn a la mejor actriz |
| 1983 | Strange Invaders                  | Mrs. Benjamin                    | |
| 1983 | Overnight Sensation               | Eve Peregrine – 'E. K. Hamilton' | |
| 1984 | Firestarter                       | Norma Manders                    | |
| 1984 | Talk to Me                        | Mrs. Patterson                   | |
| 1986 | Nobody's Fool                     | Pearl                            | |
| 1986 | Second Serve                      | Dra. Sadie M. Bishop             | |
| 1986 | The Boy Who Could Fly             | Psiquiatra                       | |
| 1986 | Invasores de Marte                | Mrs. McKeltch                    | Nominada—Razzie a la peor actriz de reparto |
| 1987 | Flowers in the Attic              | Olivia Foxworth                  | Nominada—Saturn Award por mejor actriz de reparto |
| 1987 | Grizzly II: The Predator          | Supervisora del parque           | |
| 1988 | Two Moon Junction                 | Belle Delongpre                  | |
| 1989 | Best of the Best                  | Mrs. Grady                       | |
| 1989 | The Karen Carpenter Story         | Agnes Carpenter                  | |
| 1990 | Blue Steel                        | Shirley Turner                   | |
| 1990 | Shadowzone                        | Dra. Erhardt                     | |
| 1991 | In A Child's Name                 | Jean Taylor                      | |
| 1992 | The Dead Man                      | Miss Weldon                      | The Ray Bradbury Theater (T6 E7) |
| 1994 | Giorgino                          | Innkeeper                        | |
| 1994 | Tryst                             | Maggie                           | |
| 1994 | Tollbooth                         | Lillian                          | |
| 1994 | Someone Else's Child              | Faye                             | |
| 1995 | Return to Two Moon Junction       | Belle Delongpre                  | |
| 1995 | Virtuosity                        | Elizabeth Deane                  | |
| 1996 | The Stepford Husbands             | Miriam Benton                    | |
| 1996 | Edie & Pen                        | Jueza                            | |
| 1996 | Mulholland Falls, de Lee Tamahori | Esther                           | No acreditada |
| 1996 | Frankenstein and Me               | Mrs. Perdue                      | |
| 1996 | High School High                  | Principal Evelyn Doyle           | |
| 1996 | 2 Days in the Valley              | Evelyn                           | |
| 1997 | Breast Men                        | Mrs. Saunders                    | Película para televisión Nominada— Premios Satellite a la mejor actriz de reparto – Series, Miniseries o Películas de Televisión                               |
| 1997 | The Girl Gets Moe                 | Gloria                           | |
| 1997 | Gone Fishin                       | Mujer en restaurante             | No acreditada |
| 1998 | Love Kills                        | Alena Heiss                      | |
| 1999 | A Map of the World                | Nellie Goodwin                   | |
| 1999 | Cruel Intentions                  | Helen Rosemond                   | |
| 1999 | The Devil's Arithmetic            | Tía Eva                          | |
| 1999 | The Contract                      | Abuela Collins                   | |
| 2000 | More Dogs Than Bones              | Iva Doll                         | |
| 2000 | Very Mean Men                     | Katherine Mulroney               | |
| 2000 | Big Eden                          | Grace Cornwell                   | |
| 2000 | Silver Man                        | Val                              | |
| 2001 | After Image                       | Tía Cora                         | |
| 2001 | Touched by a Killer               | Jueza Erica Robertson            | |
| 2001 | Dial 9 for Love                   | Abbie                            | |
| 2002 | Manna from Heaven                 | Madre superiora                  | |
| 2003 | Finding Home                      | Esther                           | |
| 2004 | Clipping Adam                     | Grammy                           | |
| 2005 | Aurora Borealis                   | Ruth Shorter                     | |
| 2005 | Dancing in Twilight               | Evelyn                           | |
| 2006 | Fat Rose and Squeaky              | Bonnie                           | |
| 2006 | Me and Luke                       | Abuela Glennie                   | |
| 2007 | A Dennis the Menace Christmas     | Martha Wilson                    | |
| 2007 | The Last Sin Eater                | Miz Elda                         | |
| 2011 | Cassadaga                         | Claire                           | |
| 2013 | A Perfect Man                     | Abbie                            | |

## Curiosidades
- A principios de enero de 2006, la página web especializada en cine IMDb publicó un obituario anunciando la muerte de Louise Fletcher en Las Vegas a causa de un ataque cardiaco, aunque poco después lo retiró al comprobar que la actriz todavía seguía viva.

- Su papel en One Flew Over the Cuckoo's Nest como "Mildred Ratched" fue considerado como el 5º más grande villano de la historia del cine por la American Film Institute en su 100 aniversario en junio de 2003: 100 años... 100 héroes y villanos.

## Premios y distinciones
Premios Óscar
| Año  | Categoría               | Película                        | Resultado |
| ---- | ----------------------- | ------------------------------- | --------- |
| 1976 | Óscar a la mejor actriz | One Flew Over the Cuckoo's Nest | Ganadora  |

Premios Globo de oro
| Año  | Categoría                              | Película                        | Resultado |
| ---- | -------------------------------------- | ------------------------------- | --------- |
| 1976 | Globo de Oro a la mejor actriz - Drama | One Flew Over the Cuckoo's Nest | Ganadora  |

Premios BAFTA
| Año  | Categoría               | Película                        | Resultado |
| ---- | ----------------------- | ------------------------------- | --------- |
| 1976 | BAFTA a la mejor actriz | One Flew Over the Cuckoo's Nest | Ganadora  |

Premios Saturn
| Año  | Categoría                           | Película             | Resultado |
| ---- | ----------------------------------- | -------------------- | --------- |
| 1983 | Saturn a la mejor actriz            | Brainstorm           | Ganadora  |
| 1987 | Saturn a la mejor actriz de reparto | Flowers in the Attic | Nominada  |